# Переломы костей лицевого скелета
Переломы костей лицевого скелета — патологические состояния, возникающие вследствие нарушения анатомической целостности костей лицевого скелета черепа. Все переломы лицевого скелета можно разделить на несколько групп, в зависимости от зоны и характера повреждений:
- Перелом костей носа
- Перелом глазницы
- Перелом скуловой кости
- Перелом нижней челюсти